# اکس‌ام‌پی‌پی

نشان رسمی

اکس‌ام‌پی‌پی (انگلیسی: XMPP) مخفف پروتکل پیام‌رسانی و حضور گسترش‌پذیر پروتکل ارتباطی یک میان‌افزار پیام محور بر پایهٔ اکس‌ام‌ال است. این پروتکل در اصل به Jabber شناخته می‌شد و توسط جامعهٔ متن‌باز جبر برای مدیریت رایانش نزدیک بی‌درنگ، پیام‌رسان فوری، اطلاعات حضور و فهرست تماس‌ها توسعه داده‌شده بود.